# فرودگاه کتاپانگ
فرودگاه کتاپانگ (به انگلیسی: Ketapang Airport) (به زبان بومی: Bandar Udara Rahadi Usman) یک فرودگاه همگانی با کد یاتا KTG است که یک باند فرود آسفالت دارد و طول باند آن ۱۳۹۸ متر است. این فرودگاه در کشور اندونزی قرار دارد و در ارتفاع ۱۴ متری از سطح دریا واقع شده است.